# Breakaway (Kris Kristofferson e Rita Coolidge)
| Recensione | Giudizio |
| ---------- | -------- |
| AllMusic   | [ 1 ]    |

Breakaway è un album di Kris Kristofferson e Rita Coolidge, pubblicato dalla Monument Records nel dicembre del 1974.
L'album raggiunse la diciannovesima posizione nelle chart Country Albums mentre in The Billboard 200 ebbe la centotreesima posizione, il singolo Rain si piazzò all'ottantasettesima posizione della classifica Country Singles.

## Tracce
Lato A
1. Lover Please – 3:03 (Billy Swan)
2. We Must Have Been Out of Our Minds – 3:17 (Melba Montgomery)
3. Dakota (The Dancing Bear) – 3:05 (Larry Murray)
4. What'cha Gonna Do – 2:48 (Donnie Fritts, Jon Reid)
5. The Things I Might Have Been – 3:05 (Robert B. Sherman, Richard M. Sherman)
6. Slow Down – 3:03 (Kris Kristofferson)

Lato B
1. Rain – 3:40 (Larry Gatlin)
2. Sweet Susannah – 2:32 (Floyd Guilbeau)
3. I've Got to Have You – 3:27 (Kris Kristofferson)
4. I'd Rather Be Sorry – 3:07 (Kris Kristofferson)
5. Crippled Crow – 3:13 (Donna Weiss)

## Musicisti
- Kris Kristofferson - voce
- Rita Coolidge - voce
- Reggie Young - chitarra
- John Christopher - chitarra
- James Colvard - chitarra
- Jerry Shook - chitarra
- Chip Young - chitarra
- Ray Edenton - chitarra
- Weldon Myrick - chitarra steel
- Shane Keister - sintetizzatore moog
- Bobby Emmons - organo
- Mike Utley - tastiere
- Bobby Wood - tastiere
- Tommy Cogbill - basso
- Gene Chrisman - batteria
- Sammy Creason - batteria
- Buddy Spicher - fiddle
- Farrell Morris - percussioni
- Charlie McCoy - armonica, basso armonica, melodica, strumento a fiato
- Ron Eades - strumento a fiato
- Harrison Calloway - strumento a fiato
- Harvey Lee Thompson - strumento a fiato
- Charles Lloyd Rose - strumento a fiato
- Don Sheffield - strumento a fiato
- Sheldon Kurland - strumento ad arco
- Brenton Banks - strumento ad arco
- Gary Vanosdale - strumento ad arco
- Martha McCrory - strumento ad arco
- Byron T. Bach - strumento ad arco
- George Binkley III - strumento ad arco
- Martin Katahn - strumento ad arco
- Pamela Sixfin - strumento ad arco
- Stephanie Woolf - strumento ad arco
- Marvin D. Chantry - strumento ad arco
- Bill Justis - arrangiamenti strumenti ad arco
- Larry Gatlin - accompagnamento vocale, cori (brano: Rain)
- Billy Swan - accompagnamento vocale, cori (brani: Lover Please, Dakota (The Dancing Bear), What'cha Gonna Do, Slow Down)

Note aggiuntive
- Fred Foster - produttore
- Registrazione effettuata al Youngun Sound di Murfreesboro, Tennessee, Stati Uniti
- Chip Young - ingegnere delle registrazioni[3]